# アマツヒコネ
アマツヒコネは、日本神話に登場する神。

## 概要
『古事記』では天津日子根命、『日本書紀』では天津彦根命、他文献では天都比古禰命とも表記される。
アマテラスとスサノオの誓約の際に天照大神の玉から生まれた男神5柱のうちの1柱で、多くの氏族の祖とされる。
アマテラスとスサノオの誓約における神々（『古事記』および『日本書紀』本文による）
|                                              |                                              |                                              |                                              |                                              |                                              |                                      |                                      |                                      |                                      |                                      |                                      | アマテラス                               | アマテラス                               | アマテラス                               | アマテラス                               | アマテラス                               | アマテラス                               |                                          |                                          |                                          |                                          |                                          |                                          | （剣・玉の交換）                           | （剣・玉の交換）                           | （剣・玉の交換）                           | （剣・玉の交換）                           | （剣・玉の交換）                           | （剣・玉の交換）                           |                                      |                                      |                                      |                                      |                                      |                                      | スサノヲ                                   | スサノヲ                                   | スサノヲ                                   | スサノヲ                                   | スサノヲ                                   | スサノヲ                                   |                                      |                                      |                                      |                                      |                                      |                                      |          |          |          |          |          |          |                |                |                |                |                |                |                  |                  |                  |                  |                  |                  |  |  |  |  |  |  |  |  |  |  |  |  |                |                |                |                |                |                |                |                |                |                |                |                |                |                |                |                |                |                |
|                                              |                                              |                                              |                                              |                                              |                                              |                                      |                                      |                                      |                                      |                                      |                                      | アマテラス                               | アマテラス                               | アマテラス                               | アマテラス                               | アマテラス                               | アマテラス                               |                                          |                                          |                                          |                                          |                                          |                                          | （剣・玉の交換）                           | （剣・玉の交換）                           | （剣・玉の交換）                           | （剣・玉の交換）                           | （剣・玉の交換）                           | （剣・玉の交換）                           |                                      |                                      |                                      |                                      |                                      |                                      | スサノヲ                                   | スサノヲ                                   | スサノヲ                                   | スサノヲ                                   | スサノヲ                                   | スサノヲ                                   |                                      |                                      |                                      |                                      |                                      |                                      |          |          |          |          |          |          |                |                |                |                |                |                |                  |                  |                  |                  |                  |                  |  |  |  |  |  |  |  |  |  |  |  |  |                |                |                |                |                |                |                |                |                |                |                |                |                |                |                |                |                |                |
|                                              |                                              |                                              |                                              |                                              |                                              |                                      |                                      |                                      |                                      |                                      |                                      |                                          |                                          |                                          |                                          |                                          |                                          |                                          |                                          |                                          |                                          |                                          |                                          |                                            |                                            |                                            |                                            |                                            |                                            |                                      |                                      |                                      |                                      |                                      |                                      |                                            |                                            |                                            |                                            |                                            |                                            |                                      |                                      |                                      |                                      |                                      |                                      |          |          |          |          |          |          |                |                |                |                |                |                |                  |                  |                  |                  |                  |                  |  |  |  |  |  |  |  |  |  |  |  |  |                |                |                |                |                |                |                |                |                |                |                |                |                |                |                |                |                |                |
|                                              |                                              |                                              |                                              |                                              |                                              |                                      |                                      |                                      |                                      |                                      |                                      |                                          |                                          |                                          |                                          |                                          |                                          |                                          |                                          |                                          |                                          |                                          |                                          |                                            |                                            |                                            |                                            |                                            |                                            |                                      |                                      |                                      |                                      |                                      |                                      |                                            |                                            |                                            |                                            |                                            |                                            |                                      |                                      |                                      |                                      |                                      |                                      |          |          |          |          |          |          |                |                |                |                |                |                |                  |                  |                  |                  |                  |                  |  |  |  |  |  |  |  |  |  |  |  |  |                |                |                |                |                |                |                |                |                |                |                |                |                |                |                |                |                |                |
| アメノオシホミミ 紀：天忍穂耳 記：天之忍穂耳 | アメノオシホミミ 紀：天忍穂耳 記：天之忍穂耳 | アメノオシホミミ 紀：天忍穂耳 記：天之忍穂耳 | アメノオシホミミ 紀：天忍穂耳 記：天之忍穂耳 | アメノオシホミミ 紀：天忍穂耳 記：天之忍穂耳 | アメノオシホミミ 紀：天忍穂耳 記：天之忍穂耳 | アメノホヒ 紀：天穂日 記：天之菩卑能 | アメノホヒ 紀：天穂日 記：天之菩卑能 | アメノホヒ 紀：天穂日 記：天之菩卑能 | アメノホヒ 紀：天穂日 記：天之菩卑能 | アメノホヒ 紀：天穂日 記：天之菩卑能 | アメノホヒ 紀：天穂日 記：天之菩卑能 | アマツヒコネ 紀：天津彦根 記：天津日子根 | アマツヒコネ 紀：天津彦根 記：天津日子根 | アマツヒコネ 紀：天津彦根 記：天津日子根 | アマツヒコネ 紀：天津彦根 記：天津日子根 | アマツヒコネ 紀：天津彦根 記：天津日子根 | アマツヒコネ 紀：天津彦根 記：天津日子根 | イクツヒコネ 紀：活津彦根 記：活津日子根 | イクツヒコネ 紀：活津彦根 記：活津日子根 | イクツヒコネ 紀：活津彦根 記：活津日子根 | イクツヒコネ 紀：活津彦根 記：活津日子根 | イクツヒコネ 紀：活津彦根 記：活津日子根 | イクツヒコネ 紀：活津彦根 記：活津日子根 | クマノクスビ 紀：熊野櫲樟日 記：熊野久須毘 | クマノクスビ 紀：熊野櫲樟日 記：熊野久須毘 | クマノクスビ 紀：熊野櫲樟日 記：熊野久須毘 | クマノクスビ 紀：熊野櫲樟日 記：熊野久須毘 | クマノクスビ 紀：熊野櫲樟日 記：熊野久須毘 | クマノクスビ 紀：熊野櫲樟日 記：熊野久須毘 | タキリビメ 紀：田心姫 記：多紀理毘売 | タキリビメ 紀：田心姫 記：多紀理毘売 | タキリビメ 紀：田心姫 記：多紀理毘売 | タキリビメ 紀：田心姫 記：多紀理毘売 | タキリビメ 紀：田心姫 記：多紀理毘売 | タキリビメ 紀：田心姫 記：多紀理毘売 | イチキシマヒメ 紀：市杵嶋姫 記：市寸島比売 | イチキシマヒメ 紀：市杵嶋姫 記：市寸島比売 | イチキシマヒメ 紀：市杵嶋姫 記：市寸島比売 | イチキシマヒメ 紀：市杵嶋姫 記：市寸島比売 | イチキシマヒメ 紀：市杵嶋姫 記：市寸島比売 | イチキシマヒメ 紀：市杵嶋姫 記：市寸島比売 | タギツヒメ 紀：湍津姫 記：多岐都比売 | タギツヒメ 紀：湍津姫 記：多岐都比売 | タギツヒメ 紀：湍津姫 記：多岐都比売 | タギツヒメ 紀：湍津姫 記：多岐都比売 | タギツヒメ 紀：湍津姫 記：多岐都比売 | タギツヒメ 紀：湍津姫 記：多岐都比売 |          |          |          |          |          |          |                |                |                |                |                |                |                  |                  |                  |                  |                  |                  |  |  |  |  |  |  |  |  |  |  |  |  |                |                |                |                |                |                |                |                |                |                |                |                |                |                |                |                |                |                |
| アメノオシホミミ 紀：天忍穂耳 記：天之忍穂耳 | アメノオシホミミ 紀：天忍穂耳 記：天之忍穂耳 | アメノオシホミミ 紀：天忍穂耳 記：天之忍穂耳 | アメノオシホミミ 紀：天忍穂耳 記：天之忍穂耳 | アメノオシホミミ 紀：天忍穂耳 記：天之忍穂耳 | アメノオシホミミ 紀：天忍穂耳 記：天之忍穂耳 | アメノホヒ 紀：天穂日 記：天之菩卑能 | アメノホヒ 紀：天穂日 記：天之菩卑能 | アメノホヒ 紀：天穂日 記：天之菩卑能 | アメノホヒ 紀：天穂日 記：天之菩卑能 | アメノホヒ 紀：天穂日 記：天之菩卑能 | アメノホヒ 紀：天穂日 記：天之菩卑能 | アマツヒコネ 紀：天津彦根 記：天津日子根 | アマツヒコネ 紀：天津彦根 記：天津日子根 | アマツヒコネ 紀：天津彦根 記：天津日子根 | アマツヒコネ 紀：天津彦根 記：天津日子根 | アマツヒコネ 紀：天津彦根 記：天津日子根 | アマツヒコネ 紀：天津彦根 記：天津日子根 | イクツヒコネ 紀：活津彦根 記：活津日子根 | イクツヒコネ 紀：活津彦根 記：活津日子根 | イクツヒコネ 紀：活津彦根 記：活津日子根 | イクツヒコネ 紀：活津彦根 記：活津日子根 | イクツヒコネ 紀：活津彦根 記：活津日子根 | イクツヒコネ 紀：活津彦根 記：活津日子根 | クマノクスビ 紀：熊野櫲樟日 記：熊野久須毘 | クマノクスビ 紀：熊野櫲樟日 記：熊野久須毘 | クマノクスビ 紀：熊野櫲樟日 記：熊野久須毘 | クマノクスビ 紀：熊野櫲樟日 記：熊野久須毘 | クマノクスビ 紀：熊野櫲樟日 記：熊野久須毘 | クマノクスビ 紀：熊野櫲樟日 記：熊野久須毘 | タキリビメ 紀：田心姫 記：多紀理毘売 | タキリビメ 紀：田心姫 記：多紀理毘売 | タキリビメ 紀：田心姫 記：多紀理毘売 | タキリビメ 紀：田心姫 記：多紀理毘売 | タキリビメ 紀：田心姫 記：多紀理毘売 | タキリビメ 紀：田心姫 記：多紀理毘売 | イチキシマヒメ 紀：市杵嶋姫 記：市寸島比売 | イチキシマヒメ 紀：市杵嶋姫 記：市寸島比売 | イチキシマヒメ 紀：市杵嶋姫 記：市寸島比売 | イチキシマヒメ 紀：市杵嶋姫 記：市寸島比売 | イチキシマヒメ 紀：市杵嶋姫 記：市寸島比売 | イチキシマヒメ 紀：市杵嶋姫 記：市寸島比売 | タギツヒメ 紀：湍津姫 記：多岐都比売 | タギツヒメ 紀：湍津姫 記：多岐都比売 | タギツヒメ 紀：湍津姫 記：多岐都比売 | タギツヒメ 紀：湍津姫 記：多岐都比売 | タギツヒメ 紀：湍津姫 記：多岐都比売 | タギツヒメ 紀：湍津姫 記：多岐都比売 | ［皇祖］ | ［皇祖］ | ［皇祖］ | ［皇祖］ | ［皇祖］ | ［皇祖］ | ［出雲氏等祖］ | ［出雲氏等祖］ | ［出雲氏等祖］ | ［出雲氏等祖］ | ［出雲氏等祖］ | ［出雲氏等祖］ | ［凡河内氏等祖］ | ［凡河内氏等祖］ | ［凡河内氏等祖］ | ［凡河内氏等祖］ | ［凡河内氏等祖］ | ［凡河内氏等祖］ |  |  |  |  |  |  |  |  |  |  |  |  | ［宗像三女神］ | ［宗像三女神］ | ［宗像三女神］ | ［宗像三女神］ | ［宗像三女神］ | ［宗像三女神］ | ［宗像三女神］ | ［宗像三女神］ | ［宗像三女神］ | ［宗像三女神］ | ［宗像三女神］ | ［宗像三女神］ | ［宗像三女神］ | ［宗像三女神］ | ［宗像三女神］ | ［宗像三女神］ | ［宗像三女神］ | ［宗像三女神］ |

## 系譜
『古事記』や『日本書紀』神代上 第六段正伝および一書第一・第二・第三、第七段一書第三によれば、アマテラス（天照大神/天照大御神）とその弟のスサノオ（素戔嗚尊/速須佐之男命）が誓約を行なった際に、アマテラスの玉から生まれた神々の1柱という。所伝により誕生の順番が異なるが、『古事記』・『日本書紀』正伝では、
1. アメノオシホミミ（天忍穂耳尊/天之忍穂耳命）
2. アメノホヒ（天穂日命/天之菩卑能命）
3. アマツヒコネ（天津彦根命/天津日子根命）
4. イクツヒコネ（活津彦根命/活津日子根命）
5. クマノクスビ（熊野櫲樟日命/熊野久須毘命）

の順序とし、3番目に挙げる。『日本書紀』では、これらの神々はアマテラスの玉から生まれたので、アマテラスの子になるとする。
アマツヒコネの子には、製鉄神の天目一箇神（明立天御影命、天津麻羅命）がいる。

## 後裔

### 氏族
アマツヒコネについて、『古事記』では川内国造・額田部湯坐連・茨木国造・倭田中直・山代国造・馬来田国造・道尻岐閇国造・周芳国造・倭淹知造・高市県主・蒲生稲寸・三枝部造ら諸氏族の祖とする。
また『日本書紀』では、凡川内直・山代直・茨城国造・額田部連らの祖とする。
『新撰姓氏録』では、次の氏族が後裔として記載されている。
- 左京神別 天孫 額田部湯坐連 - 天津彦根命の子の明立天御影命の後。
- 左京神別 天孫 三枝部連 - 額田部湯坐連同祖。
- 左京神別 天孫 奄智造 - 額田部湯坐連同祖。
- 左京神別 天孫 額田部 - 同命孫の意富伊我都命の後。
- 右京神別 天孫 高市連 - 額田部同祖。天津彦根命三世孫の彦伊賀都命の後。
- 右京神別 天孫 桑名首 - 天津彦根命の男の天久之行比乃命の後。
- 山城国神別 天孫 山背忌寸 - 天都比古禰命の子の天麻比止都禰命の後。
- 大和国神別 天孫 三枝部連 - 額田部湯坐連同祖。天津彦根命十四世孫の達己呂命の後。
- 大和国神別 天孫 額田部河田連 - 同神三世孫の意富伊我都命の後。
- 大和国神別 天孫 奄智造 - 同神十四世孫の建凝命の後。
- 摂津国神別 天孫 凡河内忌寸 - 額田部湯坐連同祖。
- 摂津国神別 天孫 国造 - 天津彦根命の男の天戸間見命の後。
- 河内国神別 天孫 額田部湯坐連 - 天津彦根命五世孫の乎田部連の後。
- 河内国神別 天孫 津夫江連 - 天津彦根命の後。
- 河内国神別 天孫 凡河内忌寸 - 同上。
- 河内国神別 天孫 大県主 - 同上。
- 和泉国神別 天孫 高市県主 - 天津彦根命十二世孫の建許呂命の後。
- 和泉国神別 天孫 末使主 - 天津彦根命の子の彦稲勝命の後。
- 大和国未定雑姓 犬上県主 - 天津彦根命の後。
- 大和国未定雑姓 薦集造 - 天津彦根命の後。

『続日本後紀』天長10年（833年）4月23日条では、山城国の人である山代忌寸浄足や同姓の五百川ら8人が「宿禰」姓を賜ったが、この浄足らは天津彦根命の子孫であると見える。
そのほか『日本三代実録』貞観5年（863年）12月16日条では、陸奧国磐瀬郡の人である吉弥侯部豊野が「陸奧磐瀬臣」の氏姓を賜ったが、その祖先は天津彦根命であると見える。

### 国造
アマツヒコネについて、上記のように『古事記』、『日本書紀』、『先代旧事本紀』「国造本紀」の記事を総合すると川内国造・茨木国造・筑波国造・師長国造・石背国造・馬来田国造・道尻岐閇国造・道奥菊多国造・須恵国造・山代国造・周芳国造ら諸国造の祖であることがわかる。

## 考証
「アマツヒコネ」の名称について、「ネ（根）」は接尾辞であり、「アマツヒコ」は「天の太陽の子」の意味とされる。

## 信仰
現在、アマツヒコネは次の神社などで祭神に祀られている。
- 多度大社（三重県桑名市）
- 桑名宗社（三重県桑名市）
- 額田神社（三重県桑名市）
- 竹田神社（滋賀県東近江市鋳物師町）
- 出雲大神宮（京都府亀岡市）
- 藍那天津彦根神社（兵庫県神戸市）
- 小部天津彦根神社（兵庫県神戸市）
- 王子神社（徳島県徳島市）
- 室津神社（高知県室戸市）